# Катастрофа Ан-12 под Сургутом 22 января 1971 года
Катастрофа Ан-12 под Сургутом 22 января 1971 года — авиационная катастрофа, произошедшая в пятницу 22 января 1971 года в окрестностях Сургута  с самолётом Ан-12Б авиакомпании Аэрофлот, в результате которой погибли 14 человек.

## Самолёт
Ан-12Б с бортовым номером 11000 (заводской — 5343610, серийный — 36-10) был выпущен Ташкентским авиазаводом 3 декабря 1965 года и к 2 февраля 1966 года передан Главному управлению гражданского воздушного флота. Последним местом работы самолёта был Сыктывкарский авиаотряд Коми территориального управления гражданского воздушного флота. Всего на момент катастрофы борт 11000 имел 5626 часов налёта и 2578 посадок.

## Катастрофа
В первой половине января в Омском аэропорту временно базировались 2 Ан-12 и 3 экипажа из 75-го лётного отряда, которые оттуда выполняли заказные грузовые перевозки. Но 22 января поступило указание перегнать борт 11000 на базовый аэродром — Сыктывкар, где ему предстояло плановое техническое обслуживание. Также было решено совершить попутный рейс в Сургут, в ходе которого предстояло перевезти 12 тонн груза. Груз в основном являлся сеткой в рулонах, плитками ПВХ и прочими различными изделиями хозяйственного назначения, а также одного строительного копра С-955. На самолёте находились два экипажа: пилотирующий и сменный. Пилотирующий состоял из командира (КВС) С. А. Бахарева, второго пилота А. П. Дехтяренко, штурмана В. К. Бахина, бортмеханика-инструктора М. И. Казачкова, бортрадиста А. А. Тыченко и бортпроводника В. М. Малинина. Сменный состоял из командира (КВС) Л. А. Бутова, второго пилота А. М. Шамы, штурмана П. С. Азаренкова, бортмеханика А. М. Юдаева, бортрадиста Н. И. Соклакова и бортпроводника И. И. Пушникова. Также на борту находился инженер 75 отряда Н. П. Каякин и сопровождающая груз Е. Р. Крамар. Согласно имеющемуся у экипажа прогнозу, в Сургуте ожидалась слоисто-кучевая облачность высотой 500—700 метров, видимость 3—4 километра, снег, в облаках обледенение. В 18:09 МСК Авиалайнер вылетел из Омского аэропорта и после набора высоты занял заданный эшелон 6600 метров.
В Сургуте была сплошная облачность высотой 450 метров, видимость составляла 5,5 километра, дул северный свежий ветер, а температура воздуха составляла -9 °C. В 19:20 диспетчер радарной службы в аэропорту Сургут разрешил экипажу Ан-12 снижаться до высоты 4500 метров, а затем до 1200 метров. Когда экипаж доложил о занятии высоты 1200 метров, то им дали указание переходить на связь с диспетчером посадки. Выполняя заход на посадку по магнитному курсу 180°, самолёт вошёл в район второго разворота со снижением до высоты 400 метров, расстояние до аэропорта при этом составляло 11 километров. В 19:34 МСК с самолёта доложили о пролёте траверза ДПРМ на высоте 400 метров. В 19:36 МСК (21:36 по местному времени), когда боковое удаление составляло 11 километров при радиальном удалении 16 километров, экипаж получил указание на выполнение третьего разворота. В ответ прозвучало: «Понял». После этого экипаж на связь больше не выходил и на вызовы не отвечал.
Когда Ан-12 в 18 километрах северо-восточнее Сургутского аэропорта на скорости 330 км/ч выполнял левый разворот, то на крыле произошёл срыв потока, в результате чего Ан-12 начал входить в прогрессирующий левый крен и терять высоту. Отклонившись от первоначального курса на 110°, авиалайнер под углом 40° и с левым креном около 90° врезался в землю, в районе реки Почекуйка, полностью разрушился и сгорел.

## Причины
Согласно синоптического анализа метеообстановки, было установлено сильное обледенение на высотах 400—1300 метров. Также о сильном обледенении на высоте 1200 метров доложил и экипаж Ан-12 борт СССР-12996.

Выводы комиссии: Сваливание при третьем развороте из-за резкого ухудшения аэродинамики вследствие обледенения крыла при полёте в условиях интенсивного обледенения, а также из-за несоответствия скоростей, предусмотренных при выполнении третьего и четвёртого разворотов при посадочном весе более 55 тонн с обледеневшим крылом. Обледенение крыла произошло вследствие недостаточного обогрева передней кромки крыла из-за неполного открытия кранов отбора воздуха от двигателей.
Другие факторы: 
1. Отсутствие лётных испытаний по поведению самолёта при обледенении крыла и рекомендаций экипажу при полёте в подобных условиях.
2. Отсутствие данных об эффективности ПОС крыла при интенсивном обледенении.

— 

## Последствия
С разницей в 9 дней (22 и 31 января 1971 года) у аэропорта Сургута разбились два Ан-12 — СССР-11000 и СССР-12996. При этом обе катастрофы произошли по аналогичной схеме — в процессе третьего разворота самолёт начинал самопроизвольно входить в крен из-за срыва потока на крыле, вызванного ухудшением аэродинамики вследствие обледенения, которое в свою очередь было вызвано недостаточной эффективностью  противообледенительной системы, так как краны отбора горячего воздуха от двигателей не были полностью открыты. Чтобы подобных катастроф впредь не происходило, в систему управления отбором воздуха внесли существенные доработки, в том числе добавили сигнализацию полного открытия кранов. Также провели специальные испытания, по результатам которых смогли уточнить аэродинамические характеристики самолёта Ан-12 при обледенении. Это также привело к изменениям во многих руководящих документах гражданской авиации.